# Nuclear Instrumentation Module
| # контакта | Назначение         | # контакта | Назначение       |
| ---------- | ------------------ | ---------- | ---------------- |
| 1          | Reserved [+3 V]    | 2          | Reserved [−3 V]  |
| 3          | Spare bus          | 4          | Reserved bus     |
| 5          | Coaxial            | 6          | Coaxial          |
| 7          | Coaxial            | 8          | 200 V DC         |
| 9          | Spare              | 10         | +6 V             |
| 11         | −6 V               | 12         | Reserved bus     |
| 13         | Spare              | 14         | Spare            |
| 15         | Reserved           | 16         | +12 V            |
| 17         | −12 V              | 18         | Spare bus        |
| 19         | Reserved bus       | 20         | Spare            |
| 21         | Spare              | 22         | Reserved         |
| 23         | Reserved           | 24         | Reserved         |
| 25         | Reserved           | 26         | Spare            |
| 27         | Spare              | 28         | +24 V            |
| 29         | −24 V              | 30         | Spare bus        |
| 31         | Spare              | 32         | Spare            |
| 33         | 117 V AC (hot)     | 34         | Power return Gnd |
| 35         | Reset (scaler)     | 36         | Gate             |
| 37         | Reset (aux)        | 38         | Coaxial          |
| 39         | Coaxial            | 40         | Coaxial          |
| 41         | 117 V AC (neutral) | 42         | High-quality Gnd |
| G          | Gnd guide pin      |            |                  |

Nuclear Instrumentation Module (NIM) - стандарт, задающий механическую и электрическую спецификацию для модулей-крейтов, используемых в оборудовании для обеспечения экспериментов физике элементарных частиц и ядерной физики. Концепция модульного дизайна аппаратуры в электронных системах, реализованная этим стандартом, предоставляет множество преимуществ для разработчиков и эксплуатантов таких систем, включая уменьшение затрат и облегчение разработки, производства и обслуживания таких модулей.
Стандарт NIM является первым и наиболее простым среди всех подобных стандартов. Первоначально определённый в отчёте Комиссии по атомной энергии США TID-20893 от 1968–1969 гг. он был пересмотрен и обновлён в 1990ом году в документе DOE/ER-0457T, остающимся, по состоянию на декабрь 2018 последней версией стандарта. Он предоставляет общие правила устройства электронных модулей, таких как усилители, ЦАП, АЦП, фильтры, и т.д, которые устанавливаются в крейт NIM.
В соответствии со стандартом, крейт должен предоставлять модулям питание ±12 и ±24 вольта постоянного тока через шину питания, разведённую по объединительной панели; стандарт также определял одновременно доступные шины питания ±6 V постоянного и 220 V или 110 V переменного тока но они были реализованы не на всех исполнениях крейтов NIM. Механически, модули стандарта ним NIM должны были иметь толщину (ширину) 1.35" (34 мм),  максимальную высоту в 8.7" (221 мм) и глубину 9.7" (246 мм. Так же стандартом допускаются кратно утолщённые модули - двойной, тройной толщины и так далее 
Стандарт NIM также определяет характеристики кабелей, разъёмов, значения импеданса и уровни для передаваемых логических сигналов.  В рамках стандарта определены два варианта логики - основанный на управлении по току вариант логики известный как NIM-логика и вариант ЭСЛ-логики.
NIM-логика отличается от общепринятых характеристики TTL-логики, хотя и похожа на неё схемно. Ниже приводится их сравнение.
| Стандарт | логический 0   | логическая 1                                    |
| -------- | -------------- | ----------------------------------------------- |
| NIM      | 0mA (0V @ 50Ω) | –12 mA bis –32 mA (–0,6 V bis –1,6 V @ 50Ω)     |
| TTL      | 0V bis 0,4V    | 3,3 V bis 5 V (Выход) bzw. 1,5 V bis 5 V (Вход) |

Помимо вышеупомянутых механических и электрических спецификаций / ограничений, разраотчик свободен в проектировании собственных модулей.
Модули NIM не могут связываться друг с другом через объединительную панель крейта. Эта возможность появилась в более поздних стандартах, таких как КАМАК и VMEbus. Поэтому, основанные на NIM модули АЦП и ЦАП в настоящее время встречаются редко. Но NIM по-прежнему широко используется для усилителей, фильтров, генераторов частоты и других  модулей, которые не требуют передачи цифровых данных, но используют разъем объединительной платы, лучше прочих подходящий для использования в задачах с высокой мощностью тока.